# Wuppertaler SV
Wuppertaler SV este un club de fotbal din Germania care evoluează în Oberliga Niederrhein.

## Lotul sezonului 2011-2012
| Nr. |          | Poziție | Jucător                 |
| --- | -------- | ------- | ----------------------- |
| 1   | Germania | P       | Sascha Samulewicz       |
| 2   | Germania | F       | Björn Weikl             |
| 3   | Germania | M       | Benjamin Baltes         |
| 4   | Germania | M       | Robert Fleßers          |
| 5   | Germania | F       | Stefan Lorenz (captain) |
| 7   | Maroc    | F       | Rachid El Hammouchi     |
| 8   | Belgia   | F       | Tom Moosmayer           |
| 9   | Germania | A       | Christian Knappmann     |
| 10  | Albania  | A       | Bekim Kastrati          |
| 11  | Germania | A       | Jerome Assauer          |

| Nr. |          | Poziție | Jucător             |
| --- | -------- | ------- | ------------------- |
| 12  | Germania | P       | Bastian Sube        |
| 14  | Germania | F       | Daniel Flottmann    |
| 15  | Germania | F       | Marcel Landers      |
| 16  | Germania | F       | Thomas Schlieter    |
| 17  | Germania | M       | Ben Abelski         |
| 18  | Japonia  | M       | Ken Asaeda          |
| 19  | Germania | M       | Lukas Van den Bergh |
| 20  | Germania | M       | Jan-Steffen Meier   |
| 21  | Germania | F       | Jörn Zimmermann     |
| 22  | Germania | F       | Felix Herzenbruch   |